# 全球开放式集群架构
全球开放式集群架构（Global open Trunking architecture，GoTa）是一种基于CDMA技术的数字集群通信系统。

## 发展历程
- 2000年，由中华人民共和国信息产业部牵头，组织中国国内相关通信企业进行技术研究。[1]
- 2002年，中兴通讯与中华人民共和国信息产业部电信研究院合作，开始对GoTa系统的研发。[2]
- 2005年6月22日至23日，GoTa系统通过由中华人民共和国信息产业部科技司组织的专家鉴定委员会的鉴定。[3]
- 2008年，中华人民共和国工业和信息化部将GoTa颁布为推荐性行业标准。[2]
- 2012年11月，GoTa标准获国际电信联盟接纳为国际标准。[4]